# Jacques Joseph Dominique d'Anethan
Jacques Joseph Dominique baron d'Anethan (Luxemburg, 4 augustus 1769 - Brussel, 14 juni 1841), met roepnaam Joseph, was een Luxemburgs/Nederlands jurist en lid van de Raad van State van 1818 tot 1830.

## Familie
D'Anethan stamde uit een politiek invloedrijke familie, vooral in de provincie Luxemburg gevestigd. Een voorvader had al in 1630 open brieven van adeldom verkregen. In 1750 werd daar een baronstitel aan toegevoegd.
Zijn vader, François d'Anethan (1743-1824) had al een lange loopbaan achter de rug toen hij onder het Verenigd Koninkrijk lid werd van de grondwetscommissie en van de Eerste Kamer der Staten-Generaal, De broer van Joseph, Felix d'Anethan (1787-1839) was provinciaal politicus in Luxemburg ten tijde van het Verenigd Koninkrijk der Nederlanden en korte tijd lid van de Tweede Kamer der Staten-Generaal.
Joseph d'Anethan trouwde in 1797 met Apolline Versyden de Varick (1771-1855), van wie de moeder een de Crumpipen was. Ze hadden vijf kinderen. Hun zoon Jules Joseph d'Anethan (1803-1888) zou een belangrijke politieke rol spelen in België.

## Levensloop
D'Anethan, die doctor in de rechten was, werd in 1792 benoemd tot officiaal in de Secretarie van State en Oorlog. De revolutie maakte een einde aan deze functie. Hij evolueerde mee met de omstandigheden en werd in 1802 gemeenteraadslid van Brussel en weldra conseiller de préfecture (gedeputeerde) voor het Dijledepartement.
Toen de geallieerde troepen in 1813-14 het Franse keizerrijk wegveegden, werd d'Anethan door de Voorlopige regering van België (1814-1815) tot tijdelijk intendant voor Zuid-Brabant benoemd. In 1816 werd hij staatsraad en werd hij, met de titel van baron, opgenomen in de ridderschap van Luxemburg, waarvan hij, samen met zijn vader voorzitter werd.
In de revolutie van 1830 speelde hij geen rol. Hij liet het aan zijn zoons over om aan het ontstaan en de leiding van het Koninkrijk België deel te nemen.
Jacques d'Anethan was ridder in de Orde van de Nederlandse Leeuw.